# Фащёвский сельсовет (Липецкая область)
Фащёвский сельсовет — сельское поселение в Грязинском районе Липецкой области Российской Федерации.
Административный центр — село Фащёвка.

## История
Статус и границы сельского поселения установлены Законом Липецкой области от 23 сентября 2004 года № 126-ОЗ «Об установлении границ муниципальных образований Липецкой области»

## Население
| 2010  | 2012  | 2013  | 2014  | 2015  | 2016  | 2017  |
| ----- | ----- | ----- | ----- | ----- | ----- | ----- |
| 1734  | ↗1867 | ↗2075 | ↗2348 | ↗2551 | ↗2694 | ↗2850 |
| 2018  | 2021  |       |       |       |       |       |
| ↗2853 | ↗3297 |       |       |       |       |       |

## Состав сельского поселения
| № | Населённый пункт | Тип населённого пункта       | Население |
| - | ---------------- | ---------------------------- | --------- |
| 1 | Дурасовка        | деревня                      | ↗5        |
| 2 | Писаревка        | деревня                      | ↗5        |
| 3 | Подлякино        | деревня                      | ↘1        |
| 4 | Прудки           | деревня                      | ↗5        |
| 5 | Садовый          | посёлок                      | ↗4        |
| 6 | Соломоновка      | деревня                      | →0        |
| 7 | Фащёвка          | село, административный центр | ↗3245     |